# Sosny (obwód rostowski)
Sosny (ros. Сосны) – osiedle w Rosji, w obwodzie rostowskim, w rejonie biełokalitwińskim. W 2010 liczyło 2391 mieszkańców.